# Нітрит калію
Нітри́т ка́лію (азотистокислий калій) — калієва сіль азотної кислоти з формулою K N O2. Є білим або ледь жовтуватим кристалічним гігроскопічним порошком. Дуже добре розчиняється у воді. На повітрі повільно окислюється до нітрату калію KNO3. Харчова добавка E249. Використовується для поліпшення забарвлення та консервації продуктів в харчовій промисловості.

## Властивості
Нітрит калію утворює безбарвні або ледь жовтуваті дуже гігроскопічні кристали, моноклінної сингонії, просторова група I m, параметри комірки a = 0,677 нм, b = 0,499 нм, c = 0,445 нм, β = 101,75°, Z = 2.
Дуже добре розчинний у воді, розчинення супроводжується зниженням температури. Розчин є слаболужним через гідроліз за аніоном.
Кристали руйнуються за 360 °C (до досягнення точки плавлення, яка становить 440 °C або 441 °C за 100 кПа і за 438 °C за тиску в 101325 Па, ентальпія плавлення —17 кДж/моль).
За температури, вищої від даної, розкладається за схемою:
{\displaystyle {\mathsf {~4KNO_{2}\,\longrightarrow \,2K_{2}O+2N_{2}+3O_{2}}}}
Як і нітрит натрію є окислювачем, особливо за підвищених температур, і реагує з металами, як-от з алюмінієм (активніше взаємодіє з його порошкоподібною формою), зневодненими сполуками амонію, наприклад сульфатом амонію, ціанідами й багатьма органічними сполуками.
На повітрі повільно окислюється до нітрату калію{\displaystyle {\mathsf {~KNO_{3}}}}:
{\displaystyle {\mathsf {~2\,KNO_{2}+O_{2}\longrightarrow ~2\,KNO_{3}}}}
Нітрити можна виявити за якісною реакцією з сульфатом заліза (II) в присутності концентрованої сірчаної кислоти (утворюється коричневе забарвлення).

## Наявність в природі й способи отримання
У природі нітрити з'являються на проміжних етапах азотного циклу — при нітрифікації (приєднання азоту до сполук) і при денітрифікації (відщепленні азоту від сполук). У промисловості нітрит калію отримують за допомогою реакції оксидів азоту з гідроксидом калію.
Утворюється за окислення свинцю нітратом калію:
{\displaystyle {\mathsf {~KNO_{3}+Pb\,\longrightarrow \,KNO_{2}+PbO}}}
або в процесі термічного розкладу:
{\displaystyle {\mathsf {~2KNO_{3}\,\longrightarrow \,2KNO_{2}+O_{2}}}}

## Застосування
- Нітрит калію використовується як харчова добавка Е249 (консервант), аналогічно іншим нітритам і солям (хлориду і нітриту натрію) — запобігає утворенню ботулотоксину (продукт життєдіяльності палички Clostridium botulinum). При додаванні до м'яса утворює нітрозоміоглобін, що має характерний червоний колір, який можна спостерігати в більшості харчових продуктів (ковбаси, сосиски, та ін.). Вживання продуктів, що містять нітрит калію, викликає спрагу.
- У Європейському союзі продаж нітриту калію для харчових продуктів дозволена лише у вигляді суміші з харчовою сіллю, з вмістом нітриту близько 0,6 %[2].
- Нітрит калію застосовується для діазотування у виробництві азобарвників.
- Нітрит калію застосовується в аналітичній хімії для розпізнавання амінів.
- Нітрит калію застосовується у фотографії як сенсибілізатор.

## Біологічна дія
Токсичний при ковтанні, при вживанні великих доз викликає подразнення, ціаноз, конвульсії та навіть смерть (через утворений метгемоглобін). Подразнює шкіру й очі. Летальна доза LD50 для кроликів 200 мг/кг.
Надходження нітритів з їжею оцінюється в 31—185 або 40—100 мг на день.
У питній воді згідно з вимогами ВООЗ 1970 і 2004 рр. допускається вміст нітритів не більше 44—50 мг/літр.
Прийнятне споживання нітритів для людей — 3,7—7 мг/кг.